# 9855 Thomasdick
9855 Thomasdick este o planetă minoră (asteroid), cu un diametru de 6,443 km, din centura de asteroizi. A fost descoperită pe 7 februarie 1991 la Observatorul Siding Spring de Robert H. McNaught și a fost numită după Thomas Dick⁠(d). 
Obiectul prezintă o orbită caracterizată de o semiaxă mare de 2,5829542 UAi, o excentricitate de 0,09, o înclinație de 9,96272 ° în raport cu ecliptica.